# シメオン・サクスコブルクゴツキ
シメオン・ボリソフ・サクスコブルクゴツキ（ブルガリア語: Симеон Борисов Сакскобургготски, ラテン文字転写: Simeon Borisov Sakskoburggotski、1937年6月16日 - ）は、ブルガリア王国の最後の国王（在位：1943年8月28日 - 1946年9月15日）、ブルガリア共和国の首相（在任：2001年7月24日 - 2005年8月17日）。国王在位中の呼称は名のシメオン2世。東欧革命後に就任した首相時代は逆に姓によるサクスコブルクゴツキ首相である。サクスコブルクゴツキ家はドイツ貴族ザクセン＝コーブルク＝ゴータ家の分家（「サクスコブルクゴツキ」とはこれをブルガリア語化したもの）で、同じくザクセン＝コーブルク＝ゴータ家から分かれたイギリスやベルギーの王家とは同族である。
サクスコブルクゴツキの日本語表記としては、サクスコブルゴツキ、サクスコブルゴッツキーなどの表記も見られる。なお、日本国外務省による公式表記はサクスコブルクとなっている。

## 生涯

### 亡命まで
ブルガリア王ボリス3世と王妃イオアンナの長男としてソフィアに生まれる。マリヤ・ルイザ王女に次ぐ第2子で、弟妹はいない。第二次世界大戦中の1943年、父王ボリス3世が急死したことを受けて、シメオン2世として6歳で即位し、叔父のプレスラフ公キリル王子、首相ボグダン・フィロフらの摂政団が政務を執った。終戦後の1946年にブルガリア人民共和国が成立して王制が廃止されたため（キリルとフィロフは1945年に処刑されている）、9歳の時に母后らとともにブルガリアを後にしてエジプトへ亡命した。その後、亡命先をスペインに変更した。スペインに移った後はアメリカのバレーフォージミリタリーアカデミーアンドカレッジ卒業後は実業家として生計を立てていた。

### 帰国と政治活動

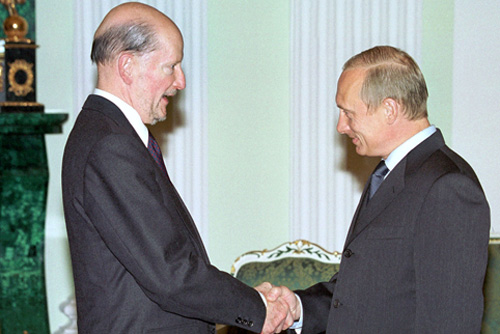
サクスコブルクゴツキ首相とプーチン大統領（2002年、モスクワにて）

1996年、50年ぶりに祖国であるブルガリアに帰国した。政治的な意図はなく、東欧革命後の民主化を象徴する出来事の一つという意味以外は持っていなかった。ところが当時のブルガリアでは経済改革がうまく行っておらず、元国王という肩書きと「西側」で実業家をしていたという経歴から、次第にシメオンに対する期待が高まった。これを受けたシメオンは、2001年に「シメオン2世国民運動」（2007年に安定と進歩のための国民運動に党名を変更）を結成し、党首に就任。総選挙で議席の半数を獲得して首相に就任した。その後、ブルガリアの経済改革はシメオンの手腕によって回復方向に転じた（首相退任後のことであるが、2007年には欧州連合へ加盟に至った）。
元国王が祖国の首相として復帰した、というニュースは旧東欧が共産主義化した時に王位を追われた元国王・王族たちに一縷の希望を与えたが、シメオン2世に続いて祖国の政界に影響を与えるような存在になった人物は他にはまだ出ていない（欧州議会議員となった旧オーストリア皇帝家のオットーとカールの親子のような例はある）。首相就任の際の共和国憲法への宣誓は王位放棄とも受け取られたが、自身は「王制復活の是非はブルガリア国民が決めること」とだけ述べ、復位の是非に関する直接的な言明は避けている。
2005年6月20日の総選挙において党は20%の得票にとどまり、31%の社会党（社会主義政権時代の執政党である旧ブルガリア共産党の後継政党）の後塵を拝した。だが社会党の組閣は難航し、8月15日に社会党のセルゲイ・スタニシェフを首班とする内閣と連立政権を組むことで決着し、シメオンはスタニシェフに首相の座を譲った。

### 2015年の動向
2015年4月7日、長男のタルノヴォ公カルダムが死去した。これによってシメオン2世がもつ王位請求権の継承者は、カルダムの長男すなわち嫡孫であるボリスとなった。
2015年4月29日、ブルガリア正教会は教区内の教会・修道院で執り行われる奉神礼に、シメオン2世のための祈りを加えることを決定した。奉神礼の中でシメオン2世は「ブルガリア皇帝（ツァール）シメオン2世」と言及されている。5月2日、ブルガリア総主教ネオフィトからリラの聖イオアン勲章一等を授けられた。同日、ロセン・プレヴネリエフ大統領は「ブルガリアのキリスト教徒を君主制支持者と共和制支持者に分裂させる恐れがある」として、シメオン2世のための祈りを加えるというブルガリア正教会の決定に対して再考を望むとの考えを明らかにした。5月6日、シメオン2世はブルガリア総主教に書簡を送り、「ブルガリア王シメオン2世」のための祈りを加える決定を取り止めるよう求めた。

## 家族・人物
- スペイン貴族のマルガリータ・ゴメス＝アセボ・イ・セフエラ（英語版）と亡命時代の1962年にスペインで結婚し、4男1女をもうけた。
  - カルダム（1962年 - 2015年[6]） タルノヴォ公
  - キリル（1964年 - ） プレスラフ公
  - クブラト（1965年 - ） パナギュリシテ公
  - コンスタンティン＝アセン（1967年 - ） ヴィディン公
  - カリーナ（1972年 - ） スペインの探検家キティン・ムニョスと結婚
- ブルガリア正教会に属する正教会の信徒である。
- 相続人の絶えたコハーリ公爵家（ザクセン＝コーブルク＝ゴータ家のうち旧ブルガリア王家を出した系統の本流）の家督権を2010年に相続したが、2012年にその爵位を姉のマリヤ・ルイザに譲った[7]。公爵位はマリヤ・ルイザが再婚で儲けた子孫に渡ることが定められている。
- 2017年に元ルーマニア国王ミハイ1世が崩じてからは、第二次世界大戦時に参戦国で即位していた君主の中では最後の存命中の人物である。(参戦国に限らない場合はダライ・ラマ14世も含まれる)